# Alexander Wiley
Alexander Wiley (Chippewa Falls, 1884. május 26. – Germantown, 1967. május 26. vagy 1967. október 26.) az Amerikai Egyesült Államok szenátora (Wisconsin, 1939–1963).